# Швабе, Александр Петрович
Александр Петрович Швабе или Иоганн-Александр-Готлиб Швабе (Alexander Schwabe 1824—1872) — живописец сцен охоты, анималист, академик и профессор Императорской Академии художеств.

## Биография
Художественное образование получил в Санкт-Петербургской Императорской Академии художеств. Был в ней учеником профессора батальной живописи А. И. Зауервейда. Не раз заслуживал и официальные поощрения в виде пособий, в 1840 году был удостоен малой серебряной медали за этюд с натуры. В 1843 году окончил Академию художеств со званием неклассного художника.
В мае 1845 года поступил на службу при Управлении Государственным Коннозаводством и Императорских скачках, где в обязанности его входило писать с натуры лошадей. В 1848 и 1849 годах 28 портретов лошадей, выигравших призы, были куплены у него Государем Императором. После этого успеха последовал ряд заказов на портреты лошадей и собак как членов императорского дома, так и от частных лиц.
В течение трёх лет он не мог найти достаточно времени для исполнения программы на звание академика живописи. Академия Художеств еще в 1847 году допустила его к соисканию этого звания и задала ему батальную программу: «Смерть Кульнева в клястицком сражении». Но Швабе три года не подавал вестей о судьбе этой программы, а в июне 1850 года отказался от её исполнения и, ввиду нового направления своей художественной деятельности, просил дать ему соответствующую задачу. Академия Художеств согласилась, и через 3 месяца Швабе представил ей картину: «Табун лошадей с пастухом и собакой» и получил искомое звание.
Представленная им в 1860 году в Академию  картина «Охота на оленей» не заслужила одобрения Совета Академии, и в звании профессора ему было отказано. Но в августе 1861 г. тот же Совет, как предполагают, не без давления извне, признал его достойным звания профессора живописи животных уже не по исполнению программы, а «во внимание к его особенному искусству и познаниям». Швабе был избран и членом-соучастником Императорского общества поощрения художеств (1861). Писал преимущественно портреты лошадей и собак для особ Императорской Фамилии и появлялся со своими произведениями на академических выставках в 1844—1863 годов.
Швабе и сам был страстным любителем природы и животных. Он  стремился отразить эту любовь в своих произведениях.
Работы  Швабе получали награды, среди которых следует упомянуть Высочайше пожалованный ему в 1854 г. бриллиантовый перстень.
Из его картин  известны: 
- «Парламентеры» (1842; в Третьяковской галерее, в Москве),
- «Табун лошадей» (1850),
- «Охота на оленя в окрестностях Гатчины» (1860; в Гатчинском дворце),
- «Травля волка» (1861)
- «Волки, нападающие на табун лошадей» (1863),
- написанные по заказу императора: "Ловля зубров" (1862 г.), "Охота на волков" (1862 г.), "Две собаки, гонящиеся за зайцем" (1864—65 г.),
- две картины для великого князя Владимира Александровича: "Отбой собак от лисицы" и "Охота, егерь с гончими преследует волка" (обе, 1867—70 г.),
- "Царскосельские бега" (1852 г., для флигель-адъютанта князя Голицына),
- "Группа сибирских оленей" (1862 г.),
- "Сибирские олени на отдыхе" (1867 г., для старшины г. Риги И. П. Швабе),
- "Травля лисицы" (1867 года, в Аничковском дворце)
- "Травля медведя"
- серия портретов (43 шт.) домашних животных разных пород, сделанные им по указанию великого князя Николая Николаевича для земледельческой выставки.

### Примеры произведений

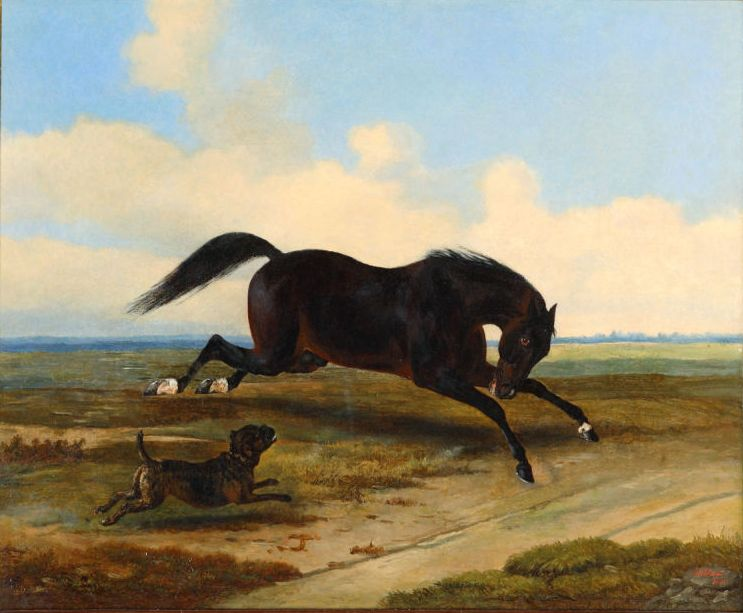
Конь и собака
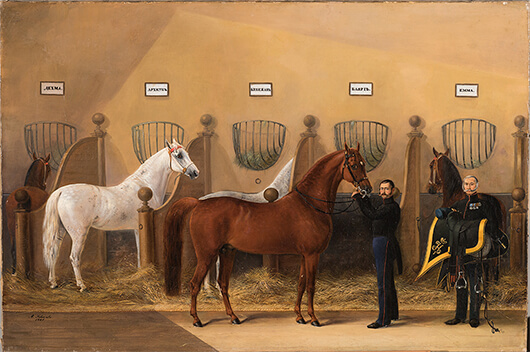
Императорские конюшни в Петергофе
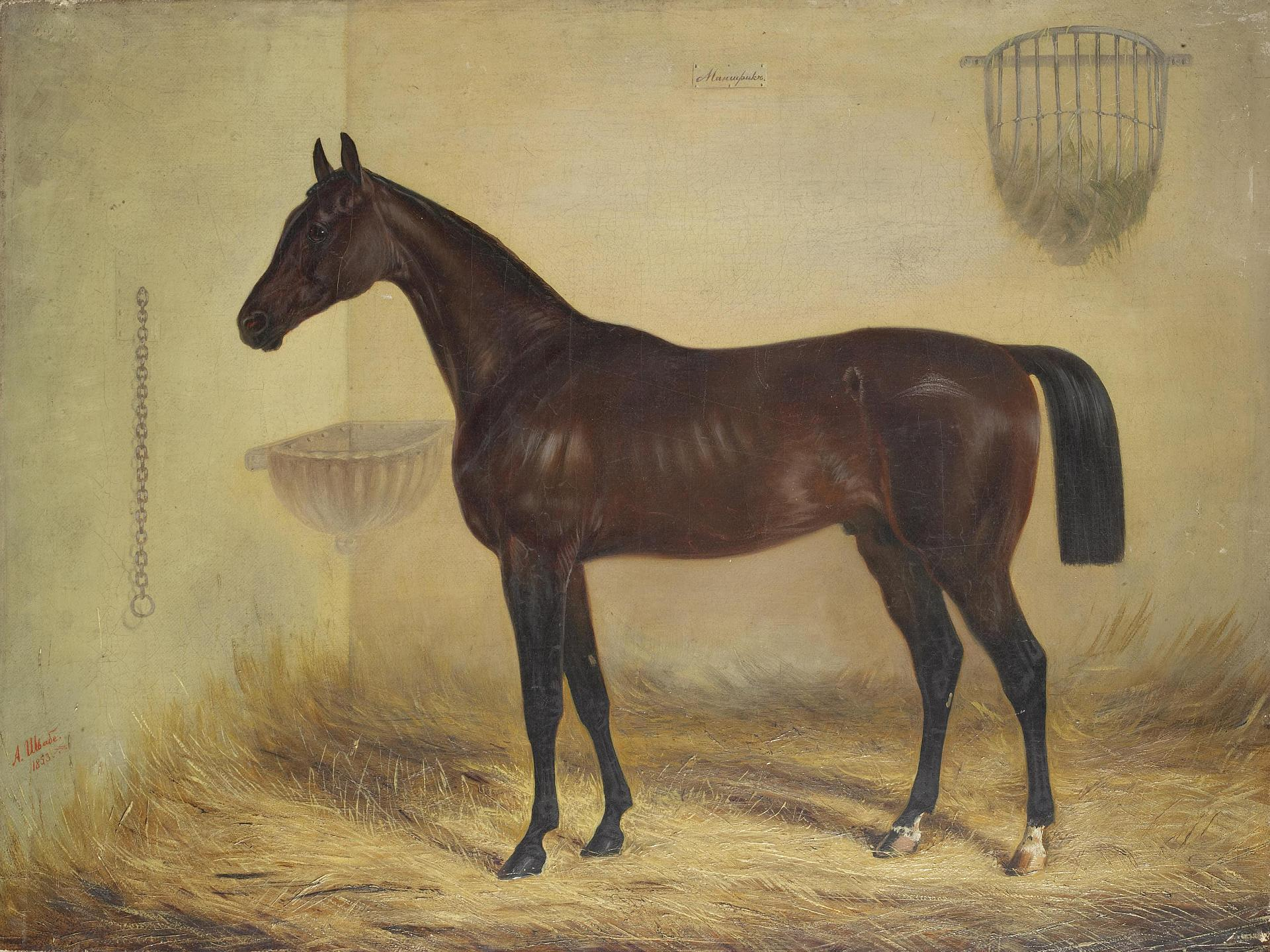
Гнедой конь Манифик[2] (1853)
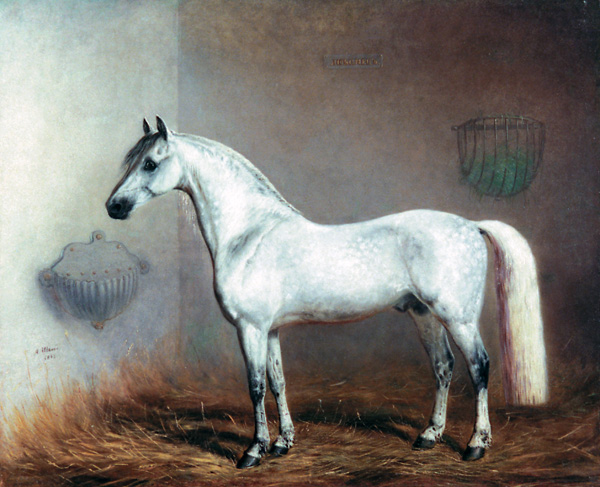
Любимец (1865)
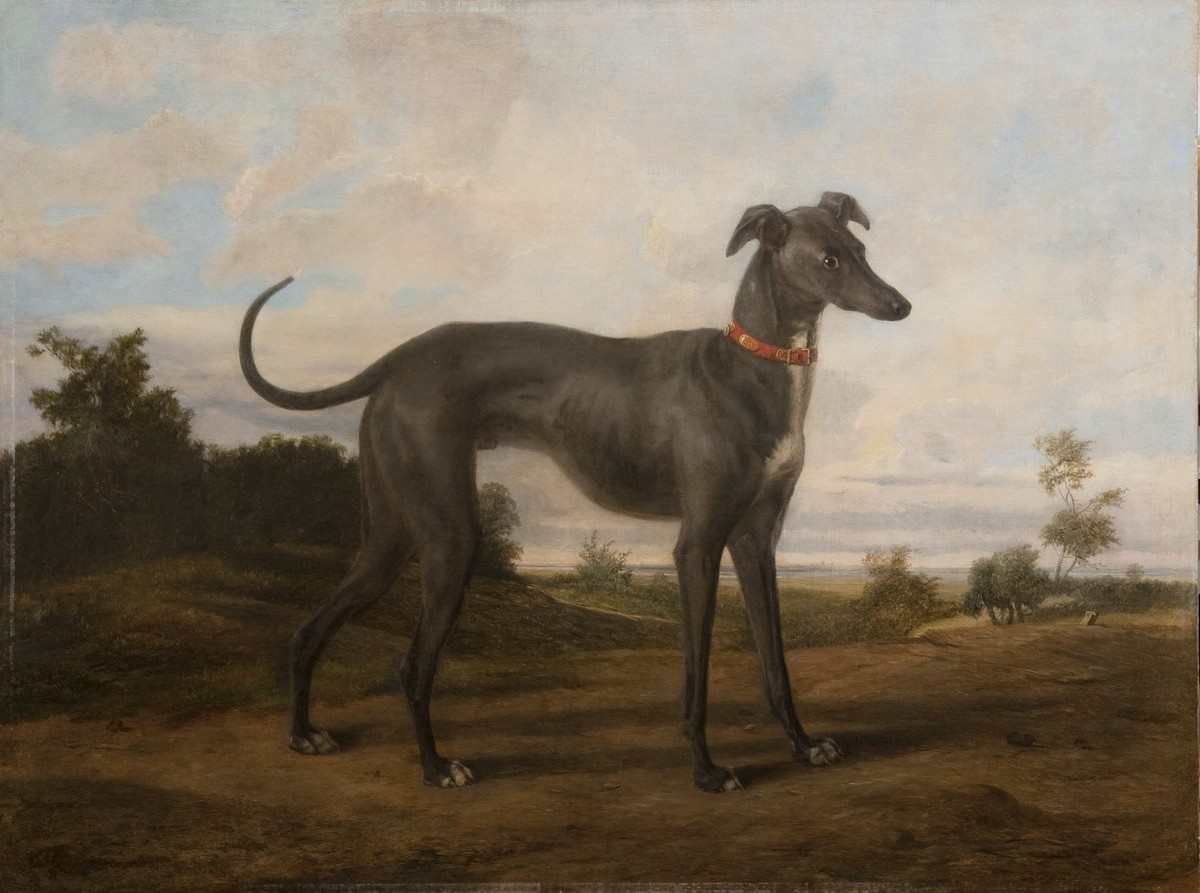
Портрет собаки
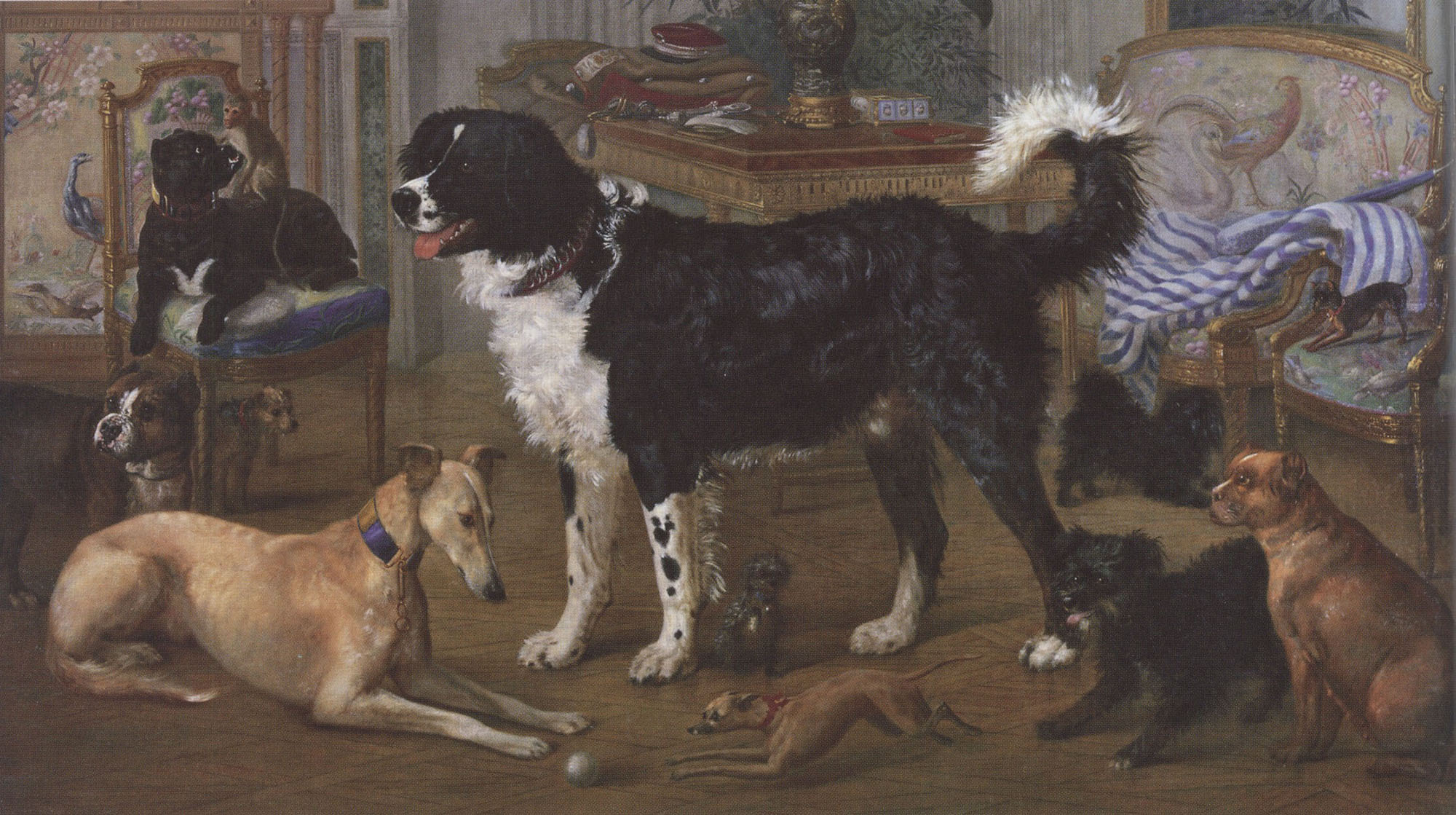
Любимцы императорской семьи[3] (1867)